# 艾哈邁德·奧貝德·本·達格爾
艾哈邁德·奧貝德·本·達格爾（1952年12月2日—），是一名也門政治人物、全国人民大会成員；2016年4月至2018年10月擔任也门总理。